# Sternbergia pulchella
Sternbergia pulchella là một loài thực vật có hoa trong họ Amaryllidaceae. Loài này được Boiss. & Blanche miêu tả khoa học đầu tiên năm 1859.